# Musculus digastricus
De Musculus digastricus is een supra-hyoidale spier die aan de onderkaak (mandibula) is bevestigd. De m. digastricus opent de mond en trekt de onderkaak naar beneden. De m. digastricus bestaat uit een venter posterior en venter anterior. De venter posterior loopt van de incisura mastoidea tot aan het os hyoideum. De venter anterior loopt van het os hyoideum naar de fossa digastrica. 